# Английский фоксхаунд
Английский фоксхаунд, или английская паратая гончая, или английская лисья гончая, или парфорсная лисья гончая, или лисогон (англ. English foxhound), — порода гончих собак, выведенная в Великобритании для парфорсной охоты. Разводится преимущественно в Европе, а также в Соединённых Штатах Америки и Канаде.

## История породы
Выведена в XVI веке в Англии и является самой известной английской породой гончих. Основой для её создания послужили старинные кельтские гончие, включая тальботов, к которым приливали кровь других пород, в частности, грейхаунда, от которого фоксхаунд унаследовал быстроту и элегантность; различных терьеров, передавших смышлёность и упорство; а также добавившего силу и отвагу бульдога.
В 1650 году английские фоксхаунды были вывезены в Америку, где использовались при выведении американского фоксхаунда. В Европе на основе английского фоксхаунда были созданы многие породы гончих, в России — русская пегая гончая. Начиная с 1786 года в Англии ведутся родословные книги этой породы.
В XIX веке эти собаки пользовались особой популярностью в Европе, свора Наполеона III состояла не менее чем из 120 особей. В 1880 году в Англии насчитывалось порядка 7 тысяч фоксхаундов.
В 1905 году порода была признана американским Объединённым клубом собаководства (UKC), в 1905 году — Американским клубом собаководства (AKC), а в 1955 году — Международной кинологической федерацией (FCI) и отнесена к группе гончих и родственных пород, секции гончих и подсекции гончих крупного размера.

## Внешний вид
Хорошо сбалансированная, мощная собака с чёткими линиями. Голова с плоской и широкой черепной частью. Затылочный бугор развит хорошо. Переход ото лба к морде умеренно выраженный. Морда квадратная и длинная, ноздри крупные. Челюсти крепкие, прикус полный ножницеобразный. Глаза с внимательным выражением, карего или орехового оттенка. Уши висячие, плотно прижаты к скулам.
Шея сухая, хорошо развитая. Спина широкая и прямая, поясница несколько выпуклая. Грудь глубокая с очень длинными, хорошо изогнутыми рёбрами. Хвост саблевидный, посажен высоко, держится на уровне спины, но никогда на неё не закинут. Конечности сильные, мускулистые; лапы округлые, плотные, пальцы сводистые, с крепкими подушечками и когтями.
Шерсть короткая, плотно прилегающая, хорошо защищает собаку от непогоды. Окрас — любой, свойственный гончим. Обычно белый, занимающий около четверти площади, с чёрными пятнами, вокруг которых ярко-рыжая окантовка в виде румян, или лимонно-пегий.
Высота в холке кобелей и сук — приблизительно от 58 до 64 см, вес — 27—34 кг.

## Темперамент
Дружелюбная, не агрессивная к человеку, самостоятельная, решительная, работоспособная, паратая и нестомчивая собака с природным охотничьим инстинктом. Выдерживает изнуряющую скачку с препятствиями, без труда развивая на пересечённой местности среднюю скорость 20—25 км/ч. Чутьё у этих собак немного ослабленное, связано это с тем, что лисица, являющаяся основным объектом охоты для фоксхаунда, обладает резким запахом.

## Здоровье
Английский фоксхаунд относится к числу достаточно здоровых пород. Среди генетических могут наблюдаться заболевания эндокринной системы (гипотиреоз), органов слуха и равновесия (глухота, вызванная действием доминантного гена «мерль»), кроветворной и лимфатической систем (аномалия Пельгера — Хюэта, тромбастения), сердечно-сосудистой системы (кардиомиопатия), кожи и слизистых оболочек (первичная себорея), печени и поджелудочной железы (хронический активный гепатит), нервной системы (атаксия хаундов), скелета (дисплазия тазобедренного сустава, недокус, перекус).

## Содержание и уход
Английскому фоксхаунду необходима твёрдая дрессировка. Содержать такую собаку в городе практически невозможно, в качестве компаньона она не пригодна; только в случае обеспечения серьёзных нагрузок и частого выгула фоксхаунда можно будет считать условно подходящим для городской среды питомцем. Он будет с удовольствием сопровождать владельца на велосипедной прогулке или в туристическом походе. Шерсть не требует особого ухода, который сводится к нечастому мытью и чистке жёсткой щёткой. Во избежание чрезмерного роста необходимо вовремя подрезать когти. Висячие уши, имеющие тенденцию удерживать влагу, что создает идеальную среду для бактерий, должны постоянно проверяться, и в случае накопления выделений или грязи, чиститься. Также в регулярной чистке нуждаются зубы. В еде неприхотлив.